# Scotopteryx superjecta
Scotopteryx superjecta är en fjärilsart som beskrevs av Louis Beethoven Prout 1910. Scotopteryx superjecta ingår i släktet backmätare, och familjen mätare. Inga underarter finns listade.